# Irena Szczepańska
Irena Szczepańska (ur. 27 września 1908 w Zabłociu, zm. 26 listopada 1964 w Krakowie) – polska pisarka, Przedwojenna autorka książek, głównie dla dorastających dziewcząt. Po II wojnie światowej była pracownikiem rozgłośni krakowskiej Polskiego Radia, prowadziła audycję „Gromada świetlicowa” (jako „Ciocia Irka”).

## Wybrane tytuły
- Powrót złotego lwa (1953)
- Hania Mulatka (1946)
- Noc w zaczarowanym mieście: opowieści fantastyczne dla dzieci (1944)
- Zielono w głowie (1939)
- Córka kapitana okrętu (1938)
- Różowe okulary: zbiór wierszyków dla dzieci (1938)
- Sen o królu Salomonie: baśń sceniczna w czterech odsłonach (1935)
- Uskrzydlona przygoda (1934)
- Słońce w białym dworze: nowele (1931)